# Биллион, Джон
Джон «Джек» Биллион (род. 4 марта 1939 года) — американский политик, председатель Демократической партии Южной Дакоты. В 2006 году баллотировался на пост губернатора штата.
Бывший хирург и бывший член Законодательного Собрания штата Южная Дакота от столицы штата, города Су-Фолс. Главный оппонент действующего губернатора Майкла Раундза.

## Биография
Джон Биллион был вторым из 8 детей Генри и Эвелин Хайнц Биллион, его детство прошло в районе «Nord End» города Су-Фолс, штат Южная Дакота.
После окончания школы в 1957 году, он поступил в колледж Лорас («Loras») штата Айова. В 1960 году Биллион получил там степень бакалавра, и в августе был зачислен в Чикагский университет Лойолы. В 1964 году он получил степень доктора медицины, и направился на стажировку в больницу Святого Френсиса в городе Пирии (Peoria), штат Иллинойс.
После завершения ортопедической практики в 1969 году, он поступил на контрактную службу в ВВС США, и вышел в отставку в 1971 году в звании майора. Биллион вернулся к практике хирурга-ортопеда и активно участвовал в научно-медицинской жизни Южной Дакоты. С 1971 по 1997 года входил в Совет ортопедической хирургии.

## Политическая деятельность
Биллион принимал активное участие в общественной жизни Си-Фолс, в период с 1993 по 1996 года он представлял его округ в законодательном собрании штата, кроме того, он являлся заместителем председателя Демократической партии в Южной Дакоте. В 2006 году Биллион выдвинул свою кандидатуру на пост губернатора штата, но проиграл 32 % против 62 % кандидату от республиканцев Майклу Раундзу. В декабре 2006 года его избрали председателем Демократической партии штата Южная Дакота.